# Tucanet gorjablau
El tucanet gorjablau (Aulacorhynchus caeruleogularis) és una espècie d'ocell de la família dels ramfàstids (Ramphastidae) que habita a la selva humida de Costa Rica i oest de Panamà.